# Severus II
Flavius Valerius Severus (? - 16 september 307), bekend als Severus II, was een Romeins keizer van augustus of september 306 tot begin 307.

## Leven

### Vroege carrière
Severus kwam, net als zijn goede vriend en medekeizer Galerius, uit Illyricum, en uit een onaanzienlijke familie. Hij was militair onder diverse keizers, maar verder weten we niets van hem, tot zijn benoeming tot Caesar.

### Caesar
Op 1 mei 305 werd Severus benoemd tot Caesar van het westelijke deel van het rijk, onder keizer Constantius I Chlorus. Constantius stierf echter het jaar daarop, toen hij een veldtocht tegen de Picten voorbereidde in Britannia. Zijn leger verklaarde zijn zoon Constantijn de Grote meteen tot keizer.

### Augustus
Galerius benoemde echter Severus tot Augustus (keizer). Constantijn werd wel ter compensatie Caesar gemaakt.
In oktober 306 verscheen de usurpator Maxentius, zoon van voormalig keizer Maximianus, op het toneel, en probeerde Galerius zover te krijgen dat hij keizer mocht zijn. In plaats daarvan stuurde Galerius Severus naar Rome met een oud leger van Maximianus om met Maxentius af te rekenen. Maxentius kocht het leger echter om, en Severus vluchtte en verschanste zich in Ravenna. Daarop zette Maxentius een valstrik door zijn vader naar Ravenna toe te sturen met het voorwendsel dat hij vrede en veiligheid aan kwam bieden. Severus werd echter gevangengenomen en naar Rome gebracht, alwaar hij in 307, toen Galerius Italië binnenviel, onder verdachte omstandigheden stierf.